# Numerele de înmatriculare auto în Elveția
Numerele de înmatriculare elvețiene sunt formate din două litere care reprezintă cantonul și urmate de maxim 6 cifre. 

## Cantoanele
Lista cu cantoanele din Elveția după ordine alfabetică:
- AG= Argovia (Aargau)
- AI= Appenzell Intern (Appenzell Innerrhoden)
- AR= Appenzell Extern (Appenzell Ausserrhoden)
- BE= Berna (Bern)
- BL=  Provincia Basel (Basel-Landschaft)
- BS=  Basel Oraș (Basel-Stadt)
- FR= Fribourg
- GE= Geneva
- GL= Glarus
- GR= Grisunilor (Graubünden)
- JU= Jura
- LU= Lucerna (Lucerne)
- NE= Neuchâtel
- NW= Nidwalde (Nidwalden)
- OW= Obwald (Obwalden)
- SG= St. Gallen
- SH= Schaffhausen
- SO= Solothurn
- SZ= Schwyz
- TG= Turgovia (Thurgau)
- TI= Ticino și Campione d'Italia (Italia)
- UR= Uri
- VD= Vaud
- VS= Valais
- ZG= Zug
- ZH= Zürich

- Numerele de înmatriculare auto în Liechtenstein

## Alte organizații
- A : Administrația federală
- P : Autoritățile publice, de exemplu vehicule căii ferate sau serviciilor poștale

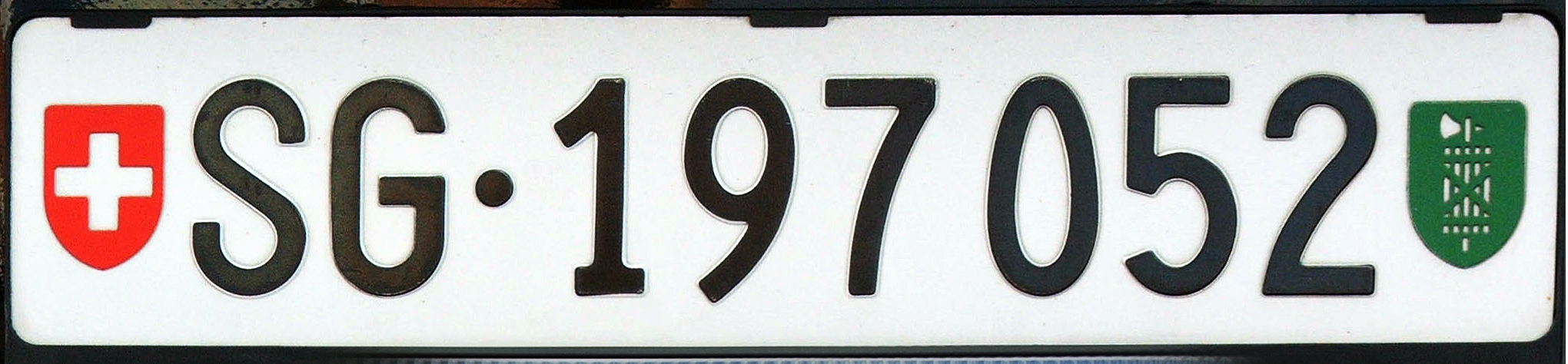
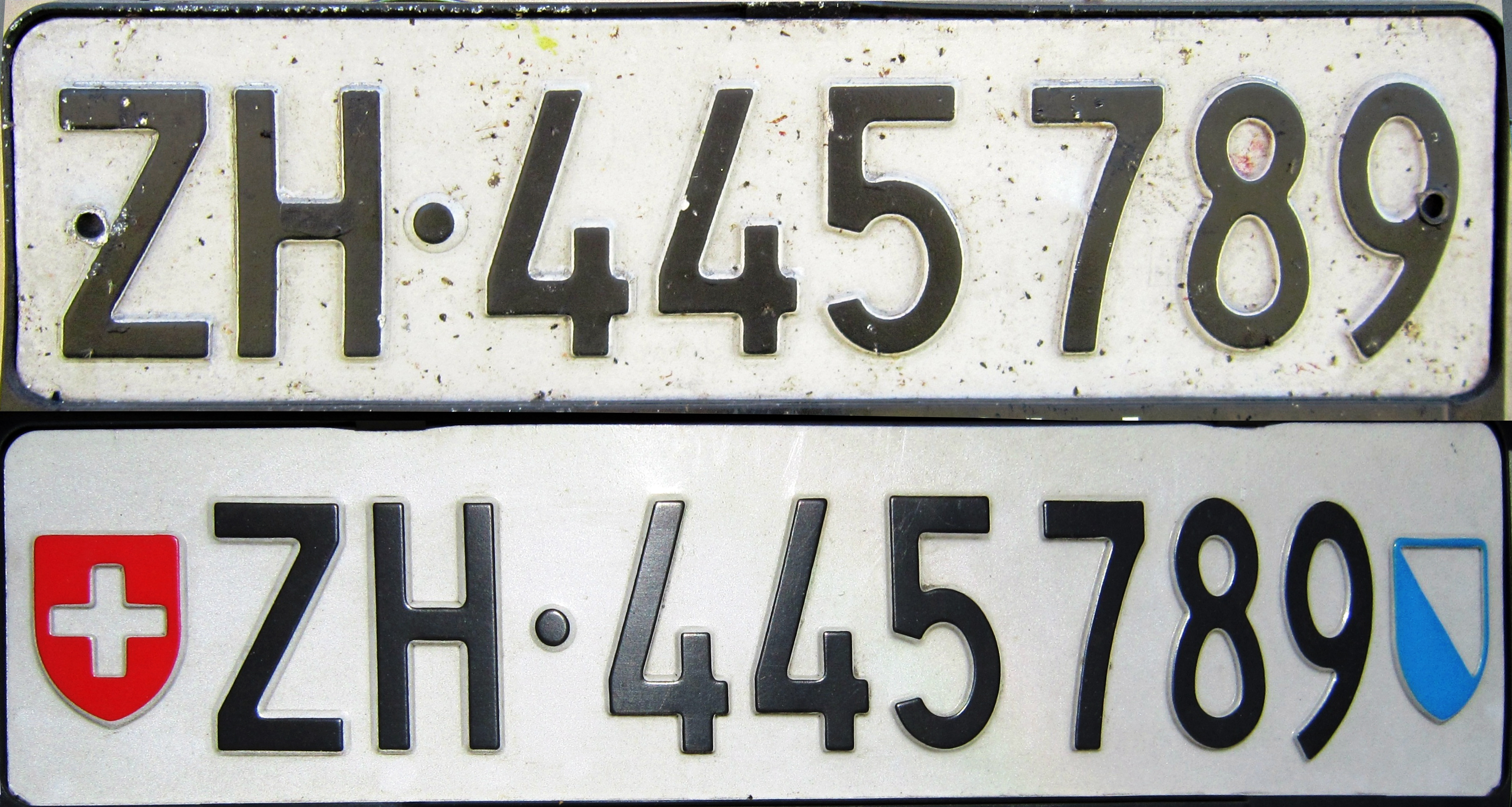
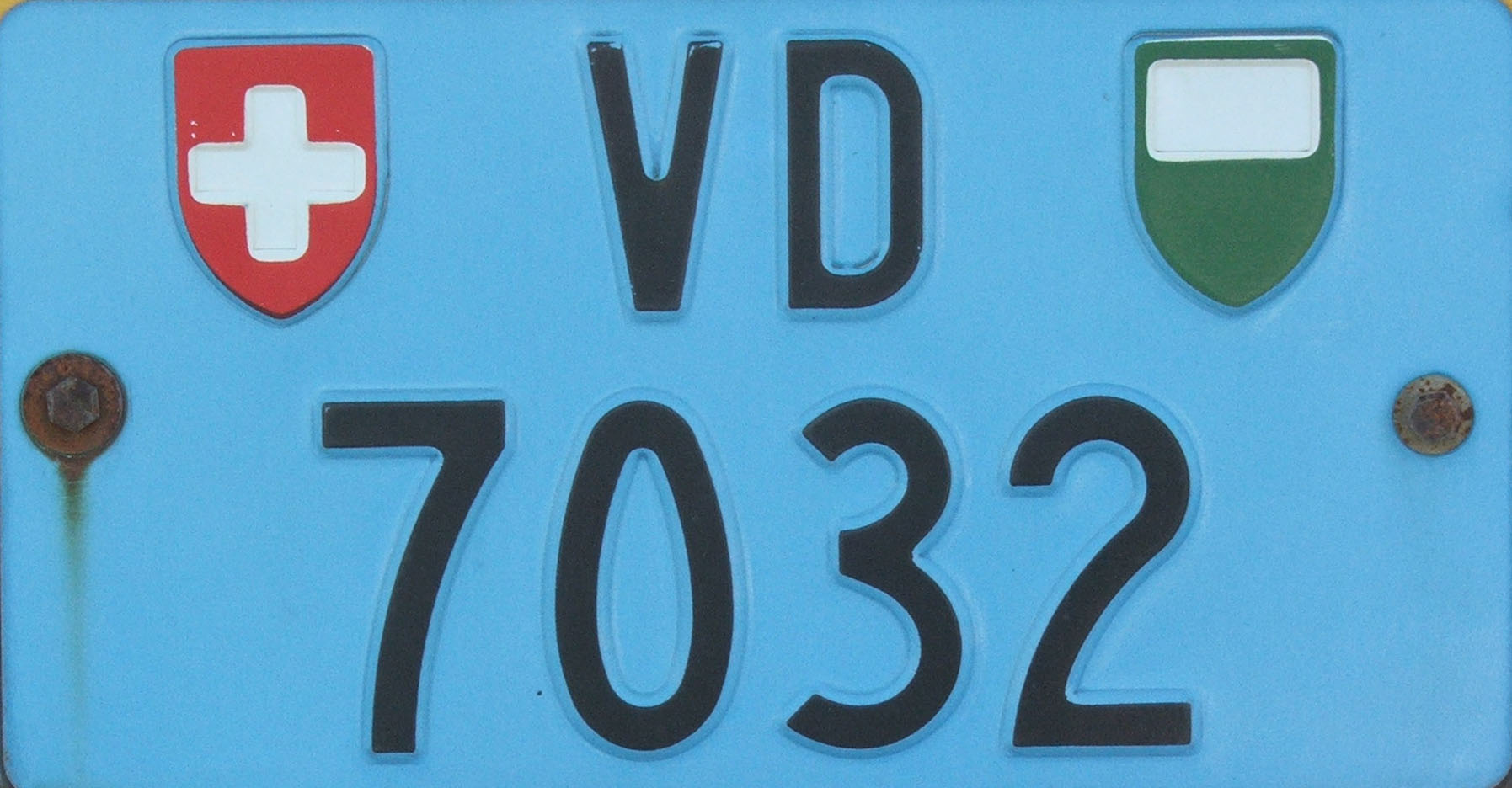
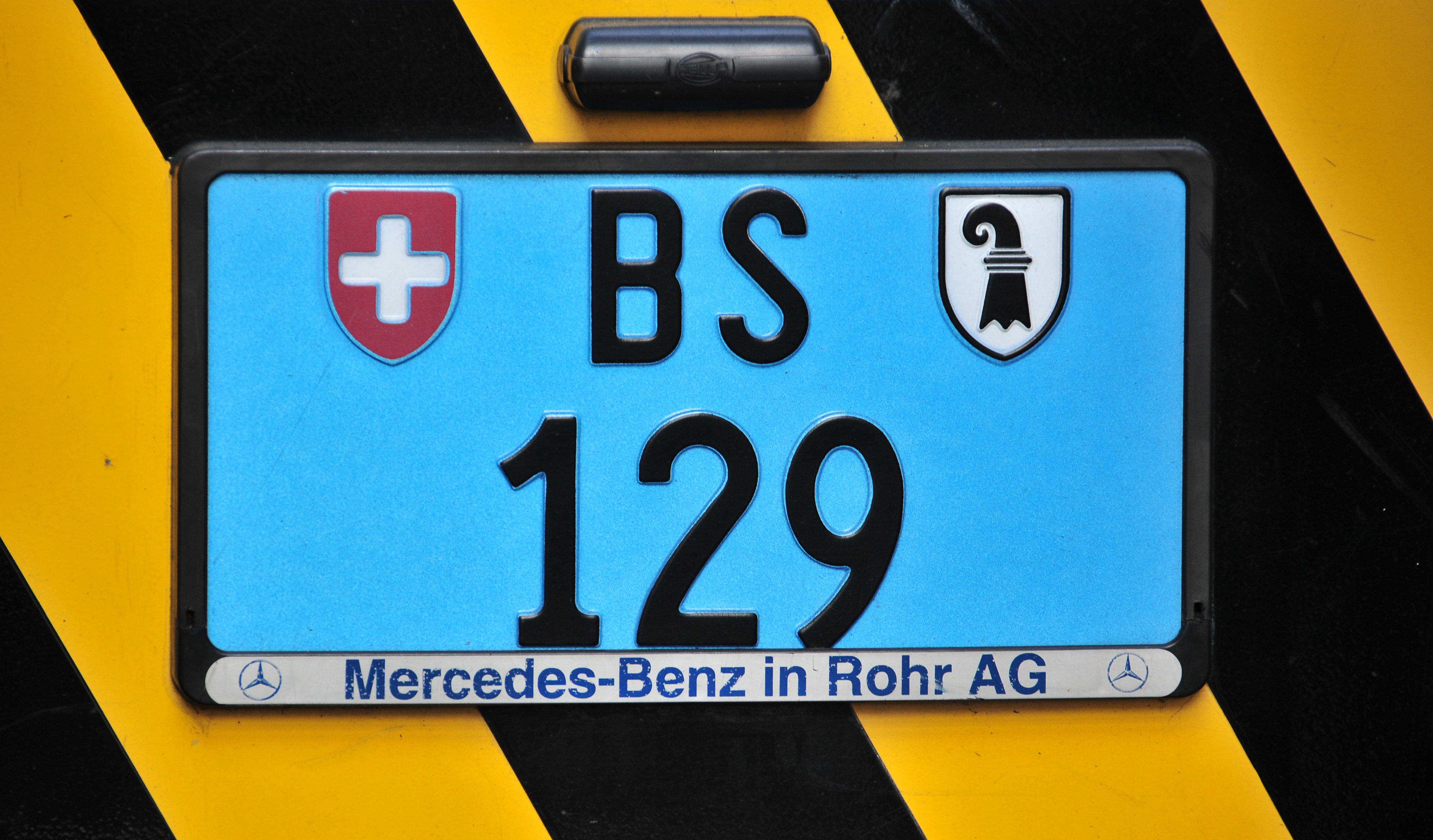
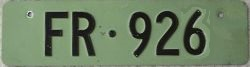
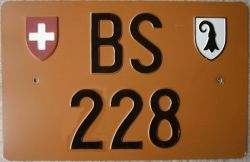
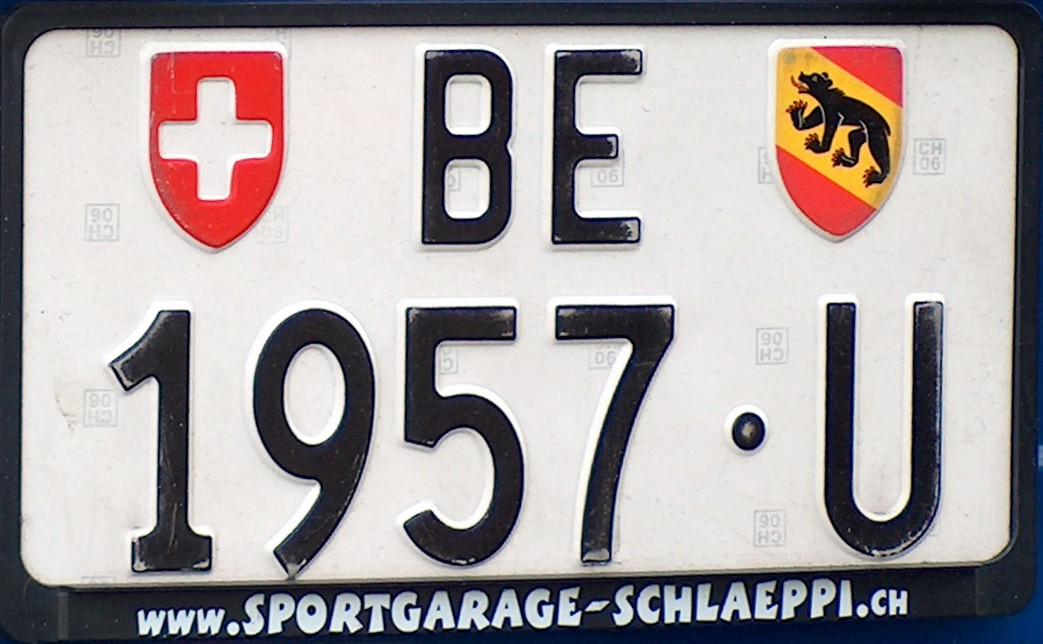
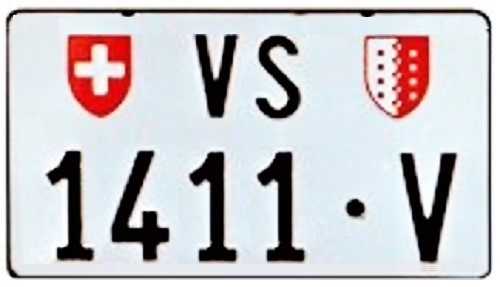
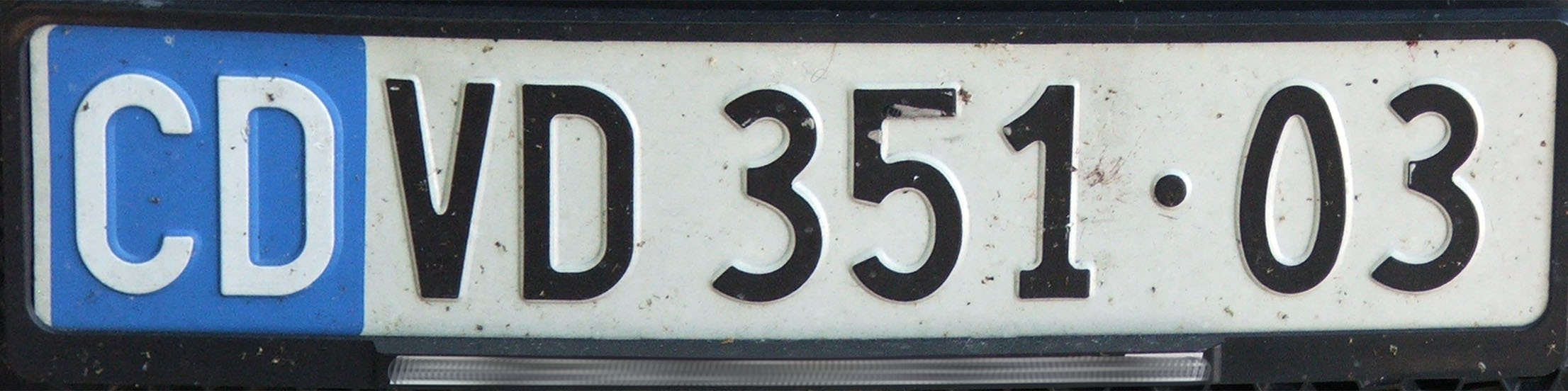
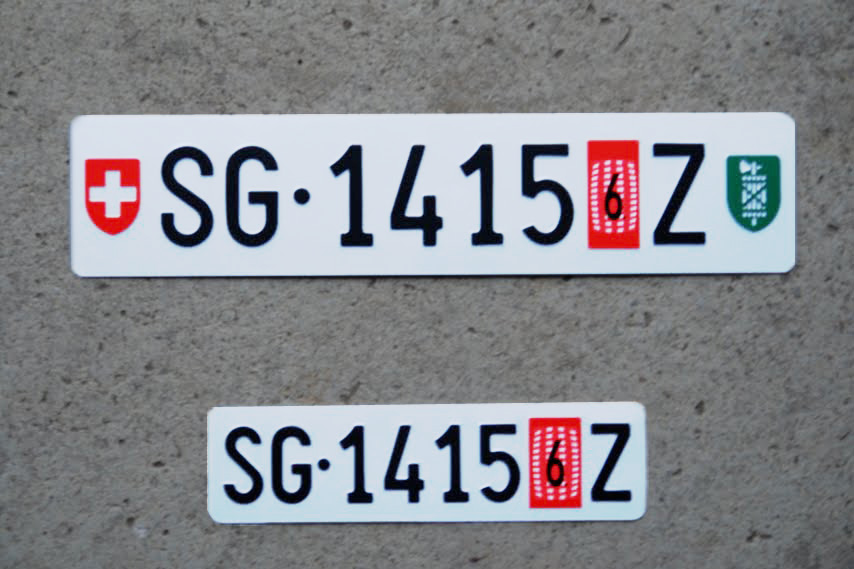
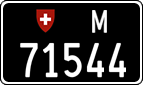
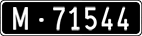
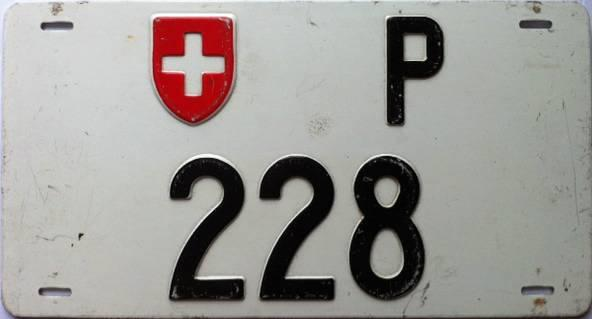
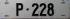
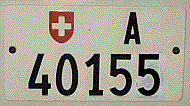
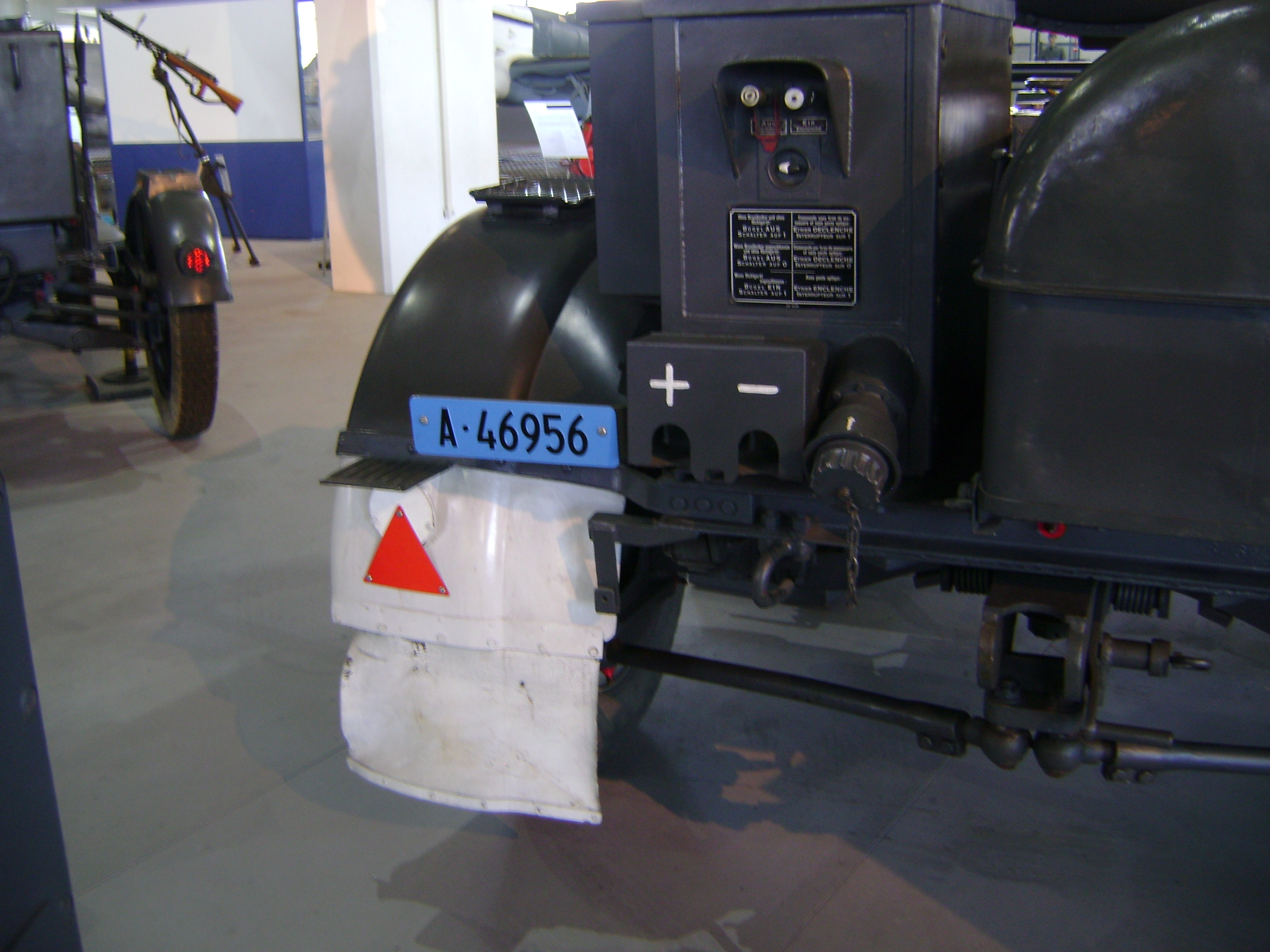

- M : Vehicule militare